# لارس باتريك بيرغ
لارس باتريك بيرغ هو سياسي ألماني، ولد في 22 يناير 1966 في فرانكفورت في ألمانيا. نشط حزبياً في البديل من أجل ألمانيا. في انتخابات البرلمان الأوروبي 2019، انتخب عضو في البرلمان الأوروبي عن دائرة ألمانيا لترشحه ضمن قائمة البديل من أجل ألمانيا، وقد انضم خلال فترته النيابية (2 يوليو 2019 – ) للكتلة البرلمانية الهوية والديمقراطية وانتخب عضو في البرلمان الأوروبي (2 يوليو 2019 – ) وانتخب عضو مجلس الشورى الموحد بادن فورتمبيرغ ‏ (2016 – ).